# Anatatha nigrisigna
Anatatha nigrisigna är en fjärilsart som beskrevs av George Francis Hampson 1895. Anatatha nigrisigna ingår i släktet Anatatha och familjen nattflyn. Inga underarter finns listade i Catalogue of Life.